# Přelouč
Přelouč (niem. Pschelautsch) − miasto w Czechach, w kraju pardubickim. Według danych z 31 grudnia 2003 powierzchnia miasta wynosiła 3 046 ha, a liczba jego mieszkańców 8 586 osób.
W mieście jest stacja kolejowa Přelouč.
Demografia
| Rok             | 1970  | 1980  | 1991  | 2001  | 2003  |
| --------------- | ----- | ----- | ----- | ----- | ----- |
| Liczba ludności | 7 452 | 8 865 | 9 587 | 9 144 | 8 586 |

Źródło: Czeski Urząd Statystyczny